# 악스웰
악스웰(Axwell, 1977년 12월 18일 ~ )은 스웨덴의 음악 프로듀서로, 스웨디시 하우스 마피아의 일원이었으며, 현재는 악스웰 앤드 인그로소 듀오의 멤버이다.